# زهو جيانروغ
زهو جيانروغ (بالصينية: 朱建荣) (12 يوليو 1991 بتشينغداو في الصين - ) هو لاعب كرة قدم صيني في مركز الهجوم. شارك مع منتخب الصين تحت 20 سنة لكرة القدم. أما مع النوادي، فقد لعب مع كينغداو جونون.

## وصلات خارجية
- زهو جيانروغ على موقع قاعدة بيانات كرة القدم.إي يو (الإنجليزية)
- زهو جيانروغ على موقع Soccerway.com (الإنجليزية)